# والکیری (فیلم)
والکیری (به انگلیسی: Valkyrie) یک فیلم مهیج جنگی سیاسی محصول سال ۲۰۰۸ به کارگردانی برایان سینگر و نویسندگی کریستوفر مک‌کوری و ناتان الکساندر است. داستان فیلم در آلمان در طول جنگ جهانی دوم می‌گذرد و کودتای نافرجام ۲۰ ژوئیه که در سال ۱۹۴۴ که توسط گروهی از افسران برای ترور آدولف هیتلر، پیشوای رایش سوم و استفاده از عملیات والکوره برای به دست گرفتن قدرت در کشور را به تصویر می‌کشد.
تام کروز در این فیلم در نقش سرهنگ کلاوس فون اشتاوفنبرگ طراح ترور هیتلر نقش آفرینی کرده است. به دلیل اعتقاد تام کروز به ساینتولوژی اختلاف نظرهای مبنی بر بازی او در این نقش بین سیاستمداران آلمانی و اعضای خانواده فون اشتاوفنبرگ وجود داشت. در تاریخ انتشار این فیلم چند بار تغییر پیش آمد. تام کروز به دلیل شباهت بسیار زیادش به کلاوس فون اشتاوفنبرگ برای بازی در این فیلم انتخاب شد

## داستان
در جریان جنگ جهانی دوم، سرهنگ کلاوس فون اشتاوفنبرگ از نیروهای ورماخت در تونس فرانسه مستقر است. او به‌تدریج نسبت به آیندهٔ آلمان نازی تحت رهبری آدولف هیتلر دلسرد می‌شود. یگان او هدف حملهٔ جنگنده-بمب‌افکن‌های کورتیس پی-۴۰ قرار می‌گیرد.
اشتاوفنبرگ به‌شدت مجروح می‌شود و چشم چپ، دست راست و دو انگشت از دست چپش را از دست می‌دهد. او برای بهبودی به آلمان منتقل می‌شود.
در همین زمان، هیتلر به قرارگاه نظامی وِروُلف در جبهه شرقی جنگ جهانی دوم سر می‌زند. ژنرال هنینگ فون ترسکو تلاش می‌کند با مخفی کردن یک بمب ساعتی در جعبه‌ای که به‌ظاهر حاوی بطری کوانترو است، در هواپیمای هیتلر، او را ترور کند. اما بمب عمل نمی‌کند و هواپیمای هیتلر سالم در برلین فرود می‌آید. کمی بعد، ژنرال هانس استر، عضو مقاومت، توسط گشتاپو دستگیر می‌شود. ژنرال فریدریش اولبریخت، اشتاوفنبرگ را به جای استر وارد مقاومت آلمان می‌کند؛ گروهی که شامل ترسکو، ژنرال لودویگ بک، دکتر کارل فریدریش گردلر و فیلدمارشال اروین فون ویتسلیبن نیز می‌شود.
اشتاوفنبرگ پیشنهاد می‌دهد از عملیات والکری، که مستلزم استقرار ارتش جایگزینی در شرایط اضطراری ملی است، به‌عنوان راهی برای به‌دست گرفتن کنترل کشور استفاده شود. توطئه‌گران دستورالعمل‌های این طرح را بازنویسی می‌کنند تا پس از ترور هیتلر، امکان فروپاشی رژیم نازی را فراهم کنند. ارتقای رتبهٔ اشتاوفنبرگ در ارتش ذخیره، به او دسترسی مستقیم به هیتلر می‌دهد و هیتلر، بدون بررسی دقیق تغییرات، طرح بازنویسی‌شده را تأیید می‌کند. از آنجا که تنها ژنرال فریدریش فروم، رئیس ارتش ذخیره، می‌تواند عملیات والکری را آغاز کند، توطئه‌گران به او پیشنهاد می‌دهند که پس از کودتا، فرمانده نیروهای مسلح (ورماخت) شود؛ اما فروم ضمن وعدهٔ سکوت، از مشارکت مستقیم در توطئه خودداری می‌کند.
اشتاوفنبرگ مأمور می‌شود تا هیتلر و هاینریش هیملر را در ولفس‌شانتسه ترور کند. او ژنرال اریش فلگیبل را متقاعد می‌کند که پس از عملیات، ارتباطات را قطع کند. در تاریخ ۱۵ ژوئیه ۱۹۴۴، اشتاوفنبرگ با یک بمب در جلسه‌ای استراتژیک در وُلفزلِر شرکت می‌کند، اما به‌دلیل غیبت هیملر اجازه انجام عملیات را دریافت نمی‌کند. در همین حال، اولبریخت ارتش ذخیره را بسیج می‌کند. اشتاوفنبرگ محل را ترک می‌کند و دستور به عقب‌نشینی ارتش داده می‌شود. فروم تهدید می‌کند که اگر دوباره تلاش کنند کنترل ارتش را در دست بگیرند، آن‌ها را دستگیر خواهد کرد. اشتاوفنبرگ به شدت از بی‌تصمیمی توطئه‌گران انتقاد کرده و گردلر را محکوم می‌کند. زمانی که گردلر خواستار برکناری اشتاوفنبرگ می‌شود، بک به او اطلاع می‌دهد که اس‌اس حکم بازداشت او را صادر کرده و باید فوراً کشور را ترک کند.
در ۲۰ ژوئیه، اشتاوفنبرگ به وُلفزلِر بازمی‌گردد. به‌دلیل هوای گرم، جلسه در یک پادگان تابستانی با پنجره‌های باز برگزار می‌شود که قدرت انفجار بمب را کاهش می‌دهد. اشتاوفنبرگ کیف حامل بمب را نزدیک هیتلر می‌گذارد و خارج می‌شود. افسر هاینتس برنت کیف را پشت پایه میز جابه‌جا می‌کند و ناخواسته هیتلر را از انفجار محافظت می‌کند. با انفجار بمب، اشتاوفنبرگ تصور می‌کند که هیتلر کشته شده و با فریب از ایست‌های بازرسی عبور کرده و به برلین بازمی‌گردد.
اولبریخت تا زمانی که از مرگ هیتلر اطمینان حاصل نکند، حاضر به بسیج ارتش نمی‌شود؛ اما سرهنگ آلبرشت مرتس فون کویرنهایم، یکی از توطئه‌گران، امضای او را جعل کرده و دستورها را صادر می‌کند. با آغاز عملیات والکری، توطئه‌گران دستور بازداشت رهبران حزب نازی و افسران اس‌اس را می‌دهند و افسران پایین‌رتبه را قانع می‌کنند که حزب و اس‌اس در حال اجرای یک کودتا هستند. سربازان شروع به تصرف وزارتخانه‌ها می‌کنند. شایعاتی مبنی بر زنده ماندن هیتلر پخش می‌شود، اما اشتاوفنبرگ آن‌ها را تبلیغات اس‌اس می‌داند. زمانی که فیلدمارشال ویلهلم کایتل به فروم اطلاع می‌دهد که هیتلر زنده است، فروم از پیوستن به توطئه‌گران خودداری کرده و آن‌ها نیز او را بازداشت می‌کنند. ژنرال یوآخیم فون کورتسفلایش نیز پس از امتناع از همکاری و یادآوری سوگند وفاداری به هیتلر به دیگران، بازداشت می‌شود.
سرگرد اتو ارنست رمر از ارتش ذخیره آماده بازداشت یوزف گوبلز می‌شود، اما گوبلز او را با هیتلر تماس تلفنی می‌دهد. رمر با شنیدن صدای هیتلر درمی‌یابد که ارتش ذخیره فریب خورده است. به‌زودی، افسران اس‌اس آزاد می‌شوند و توطئه‌گران در داخل بندلربلوک به محاصره درمی‌آیند. کارکنان ستاد فرماندهی فرار می‌کنند اما رهبران مقاومت دستگیر می‌شوند. فروم برای نجات خود، یک دادگاه صحرایی تشکیل داده و بک را بازداشت می‌کند و کویرنهایم، اولبریخت، فون هافتن و اشتاوفنبرگ را به مرگ محکوم می‌کند. رهبران اصلی با جوخهٔ آتش اعدام می‌شوند؛ بک با تپانچه‌ای که به او داده می‌شود خودکشی می‌کند؛ ترسکو در جنگل با گرفتن نارنجک به گلو، جان خود را می‌گیرد؛ و ویتسلیبن و گردلر در دادگاه‌های نمایشی محاکمه شده و به دار آویخته می‌شوند.

## بازیگران
- تام کروز در نقش سرهنگ کلاوس فون اشتاوفنبرگ
- کنت برانا در نقش سرتیپ هنینگ فون ترسکو
- بیل نای در نقش سپهبد فریدریش اولبریخت
- ترنس استامپ در نقش ارتشبد لودویگ بک
- تام ویلکینسون در نقش ارتشبد فریدریش فروم
- کاریس فَن هاوتن در نقش نینا فون اشتاوفنبرگ
- کوین مک‌نالی در نقش کارل فریدریش گردلر
- دیوید اسکوفیلد در نقش فیلد مارشال اروین فون ویتسلیبن
- کریستیان برکل در نقش سرهنگ آلبرشت مرتس فن کویرنهایم
- جیمی پارکر در نقش ستوان یکم ورنر فون هفتن
- ادی ایزارد در نقش سپهبد اریش فلگیبل
- دیوید بامبر در نقش آدولف هیتلر
- توماس کرچمان در نقش سرگرد اتو ارنست رمر
- هاروی فریدمن در نقش یوزف گوبلس
- کنت کرانام در نقش فیلد مارشال ویلهلم کایتل
- ماتیاس فرایهوف در نقش رایش‌فورر هاینریش هیملر
- والدمار کوبوس در نقش ولف-هاینریش فون هلدورف
- هالینا رین در نقش مارگارته فون اوون
- ورنر دین در نقش سرگرد ارنست جان فون فراینت
- تام هالندر در نقش سرهنگ هاینتس برنت
- برنارد هیل در نقش ژنرال بی‌نام در آفریقا (احتمالا سرلشکر فریدریش فرایهر فون برویش، فرمانده لشکر دهم زرهی که فون اشتاوفنبرگ در آفریقا در آن خدمت می‌کرد)
- گرهارت هازه-هیندنبرگ در نقش رایشس‌مارشال هرمان گورینگ
- آنتون آلگرانگ در نقش آلبرت اشپر
- هلموت اشتاوس در نقش قاضی رولانت فرایسلر
- متیو بورتون در نقش سرلشکر آدولف هویزینگر
- ماتیاس شوایگهوفر در نقش ستوان یکم فرانتس هربر
- فلوریان پنتسنر در نقش ستوان دوم هانس ویلهلم هاگن
- ایان مک‌نیس در نقش ژنرال فربه بی‌نام (احتمالا سپهبد یوآخیم فون کورتسفلایش)
- دنی وب در نقش سرگرد هانس در مخابرات

### فیلم‌برداری
فیلم‌برداری والکیری از ۱۸ ژوئیه ۲۰۰۷ در برلین آغاز شد. بودجهٔ تولید در حدود ۸۰ میلیون دلار برآورد شد، که دو سوم آن در آلمان هزینه شد. دولت آلمان با اختصاص ۴٫۸ میلیون یورو از طریق صندوق فدرال فیلم از تولید حمایت کرد. تصویربرداری در مکان‌های تاریخی از جمله فرودگاه تمپلهوف، وزارت هوانوردی رایش و خانهٔ محل اقامت اشتاوفنبرگ صورت گرفت و حدود ۷۰ دکور ساخته شد.
ستادی بازسازی‌شده از ولفس‌شانتسه، مقر شرقی هیتلر، در جنوب برلین ساخته شد. برخی سکانس‌ها نیز در خانه‌هایی ضبط شد که در سال ۱۹۴۴ برای مخفی‌سازی بمب استفاده شده بودند. استفاده از نمادهای نازی مانند صلیب شکسته، که در آلمان محدودیت دارد، با اعتراضاتی همراه شد. همچنین در جریان یک حادثه، ۱۱ نفر از عوامل فیلم آسیب دیدند و خواستار غرامت شدند.
فیلم‌برداری با سبک‌های تصویری متفاوت برای دو نیمهٔ فیلم انجام شد: پیش از ترور با حرکات دوربین نرم و پس از آن با تصویربرداری دستی و پرشتاب. رنگ قرمز، نماد خشونت ایدئولوژی نازی، در طراحی بصری برجسته شد. فیلم‌برداری نهایی در استودیو بابلسبرگ و با دوربین‌های آریفلکس و لنزهای زایس صورت گرفت.

### جلوه‌های ویژه
سونی پیکچرز ایمج‌ورکز وظیفهٔ طراحی جلوه‌های ویژه را برعهده داشت و تمرکز اصلی بر بازآفرینی دقیق آسیب‌های جسمی اشتاوفنبرگ بود. دست دیجیتال تام کروز طراحی شد و در صحنه‌های متعدد، انگشتان حذف‌شده با جلوه‌های رایانه‌ای جایگزین شدند. برای سکانس نبرد در تونس، از دو هواپیمای واقعی کرتیس پی-۴۰ استفاده شد و هواپیماهای دیگر با ترکیب شبیه‌سازی دیجیتال و نسخه‌برداری تصویری بازسازی شدند.
تصاویر بیرونی از برگهوف، اقامتگاه کوهستانی هیتلر، به‌طور دیجیتالی تولید شد. مسئولان شهری برلین نیز با حذف موقت تجهیزات مدرن مانند تیرهای برق، به واقعی‌تر شدن نماها کمک کردند. در پی شایعاتی دربارهٔ استفادهٔ کروز از پوشش‌های حجیم برای نمایش اندام، وی این گمانه‌ها را رد کرد.

### دقت تاریخی
فیلم والکیری بر پایه اسناد گسترده‌ای ساخته شد، که از تحقیقات دقیق گشتاپو دربارهٔ تلاش برای ترور هیتلر در ۲۰ ژوئیه ۱۹۴۴ به‌جا مانده بود. پیتر هافمان، تاریخ‌نگار برجستهٔ مقاومت آلمان، مشاور تاریخی فیلم بود و آن را در کلیت، دقیق، محترمانه و وفادار به روح توطئه توصیف کرد. با این حال، برخی جزئیات تغییر یافته‌اند، از جمله جا به‌جایی مکان نخستین تلاش نافرجام ترور از برگهوف به ولفس‌شانتسه برای وضوح روایی بیشتر.
چندین شخصیت تاریخی نیز یا حذف شدند یا به‌گونه‌ای متفاوت بازنمایی شدند، از جمله حذف برادر بزرگ‌تر اشتاوفنبرگ و نمایش اغراق‌شدهٔ کارل فریدریش گردلر به‌عنوان فردی خصومت‌آمیز. همچنین فیلم برخی جزئیات واقعی، مانند امتناع اشتاوفنبرگ از استفاده از مرفین، را حذف کرده تا اغراق‌آمیز جلوه نکند.
برخی منتقدان مانند جاستین کارت‌رایت و پیتر اشتاینباخ از فیلم به‌دلیل نادیده‌گرفتن عمق فکری و اخلاقی توطئه‌گران، تصویر سطحی از فلسفهٔ اشتاوفنبرگ، و تحریف شخصیت‌های غیرنظامی مانند گردلر و فریدریش اولبریخت انتقاد کرده‌اند. همچنین فیلم به نقش اروین رومل که به‌شکل غیرمستقیم در توطئه دخیل بود، اشاره‌ای نمی‌کند.

## واکنش‌ها در آلمان
در واکنش به تولید فیلم والکیری، دولت آلمان در ابتدا به دلیل وابستگی تام کروز به ساینتولوژی، که از سوی مقامات آلمانی به‌عنوان یک فرقهٔ خطرناک شناخته می‌شود، مخالفت‌هایی را ابراز کرد. وزارت دفاع اعلام کرد که در صورت ایفای نقش کلاوس فون اشتاوفنبرگ توسط کروز، اجازه فیلم‌برداری در اماکن نظامی صادر نخواهد شد. فرزند ارشد اشتاوفنبرگ نیز نسبت به این انتخاب ابراز نگرانی کرد. با این حال، پس از مدتی موضع وزارت تغییر کرد و پروژه مورد حمایت چهره‌هایی از جمله کارگردان فلوریان هنکل فون دونرسمارک، بازیگر آرمین مولر-اشتال و برخی اعضای خانواده اشتاوفنبرگ قرار گرفت.
با وجود انتقاد برخی مقامات سیاسی و مذهبی آلمان که مشارکت کروز را به تبلیغات نازی‌ها تشبیه کردند، دیگر اعضای خانواده اشتاوفنبرگ و روزنامه‌نگاران از تولید فیلم حمایت کردند. در نهایت، با تأیید فیلمنامه، وزارت دفاع آلمان اجازه فیلم‌برداری در بندلربلوک را صادر کرد. برخی منتقدان نیز هشدار دادند که فیلم نباید اسطوره‌سازی یک‌جانبه از شخصیت اشتاوفنبرگ انجام دهد. در مقابل، بسیاری از منتقدان از جمله کلاوس برگ بر تأثیر احساسی فیلم تأکید کردند و اظهار داشتند که اعتقادات کروز به ساینتولوژی تأثیری در ارزیابی هنری اثر نداشته است.

### اعتراضات ضد ساینتولوژی
با اکران فیلم والکیری، مجموعه‌ای از اعتراضات علیه ساینتولوژی، که تام کروز از پیروان آن است، در چند شهر برگزار شد. نمایش افتتاحیهٔ فیلم در نیویورک در سالن خصوصی تایم وارنر سنتر برگزار شد، که یکی از دلایل آن، جلوگیری از مواجهه با معترضان پروژه چنولوژی بود.
اعتراضات کوچکی نیز در افتتاحیه‌های فیلم در برلین، لندن، آمستردام و مسکو برگزار شد. در برلین، کروز حتی صورتک یکی از معترضان را امضا کرد. در مسکو، خبرنگاران مجبور به امضای توافق‌نامه‌ای شدند، که بر اساس آن نباید دربارهٔ ساینتولوژی پرسش کنند، اقدامی که برخی خبرنگاران آن را یادآور فضای سرکوب‌گر فیلم دانستند.
در آلمان، مقام‌ها و سیاستمداران نسبت به تأثیر احتمالی موفقیت فیلم بر مشروعیت ساینتولوژی ابراز نگرانی کردند. برخی مقامات اداره فدرال نگهبانی از قانون اساسی هشدار دادند که حضور یک ساینتولوژیست مشهور در مرکز داستانی دربارهٔ تاریخ آلمان می‌تواند اهداف این فرقه را در کشور پیش ببرد.
در ژانویه ۲۰۰۹، کروز در برنامهٔ پرمخاطب تلویزیونی وتن، داس (آیا می‌دانستید؟) حاضر شد. پس از خروج او، کمدین آلمانی میشائیل میترمایر در واکنش به ادعای کروز مبنی بر اینکه اگر می‌توانست هیتلر را می‌کشت، گفت: «برای من کافی بود اگر او رهبر ساینتولوژی را کشته بود». پیش از پخش این برنامه، اعضای شاخه جوانان اتحادیه دموکرات مسیحی آلمان نیز از شبکهٔ پخش‌کننده به‌دلیل عدم موضع‌گیری نسبت به ساینتولوژی انتقاد کرده بودند.